# La moglie del mercante
La moglie del mercante è una raccolta che comprende ventuno racconti scritti tra il 1942 e il 1945 tranne gli ultimi sei posteriori di alcuni anni. Nel 1955 l'editore Nistri-Lischi include nella sua edizione dodici di questi racconti, mentre la raccolta intera viene inglobata nel volume La visita  da Einaudi nel 1962.

## Analisi
Rispetto alle raccolte precedenti, La visita e Alla periferia, vi è in questi racconti "... un atteggiamento non consueto in Cassola anche negli anni futuri, l'ironia. È un'ironia leggera, che si posa sui modesti affittuari degli appartamenti di periferia, sulle dame di San Vincenzo, sui soliti partecipanti ai congressi, ed anche sull'istituto familiare e la stessa figura del padre".
Il tono della raccolta, a parte il gruppo di racconti di carattere descrittivo dei personaggi (Clerici, Romolo, Tricerri, il caporale Sbrana), è dato dalla Moglie del mercante e da qualche altro racconto, come Aspettando la corriera, che trattano di esistenze semplici e sono caratterizzati dalle riflessioni sulla vita espresse con il vocabolario della gente comune e dal cuore semplice.

"Questo tipo di racconto culmina appunto nella Moglie del mercante, una pagina perfetta che abbraccia l'intera parabola di due vite che si consumano sfiorandosi appena in un'intimità di affetti sinceri eppure distratti, in una condizione in cui felicità e delusione, amore e indifferenza si intrecciano nel mistero dell'esistere".
«Come si vorrebbe cambiare la vita delle persone che amiamo e che pena vederle invecchiare, vederle scomparire! Che tesoro di bontà abbiamo nascosto in fondo al cuore, qualunque cosa si dica in contrario, e come non possiamo spenderlo in nessun modo! E che lati tristi ha la vita!»
"Ne La moglie del mercante l'attivismo, la distrazione della coscienza pratica («Noi mercanti siamo fatti così, non abbiamo la testa altro che per gli affari») e l'amore nonostante tutto sincero del protagonista per la moglie reggono l'esperienza di due vite nel tempo; il tessuto esistenziale le accomuna sotto il segno della felicità e del rimpianto, dell'affetto e di una delusa pietà. La trama esornativa e un po' declamante del racconto, quando viene controllato dal sublimine cede il campo all'illuminazione interiore, diventa tacita scoperta dei moti vitali più segreti".

## Edizioni
- Carlo Cassola, La moglie del mercante in La visita, Einaudi, 1962.